# Paracroesia
Paracroesia is een geslacht van vlinders van de familie bladrollers (Tortricidae), uit de onderfamilie Tortricinae.

## Soorten
- P. basipuncta (Diakonoff, 1941)
- P. brongersmai (Diakonoff, 1952)
- P. clarinota (Diakonoff, 1953)
- P. coenographa (Meyrick, 1938)
- P. cyclopa (Diakonoff)
- P. euryptycha (Diakonoff, 1952)
- P. fulvitacta (Diakonoff, 1953)
- P. ocellata (Diakonoff, 1953)
- P. rostrata (Diakonoff, 1952)